# Memoriale ai marinai morti in tempo di pace

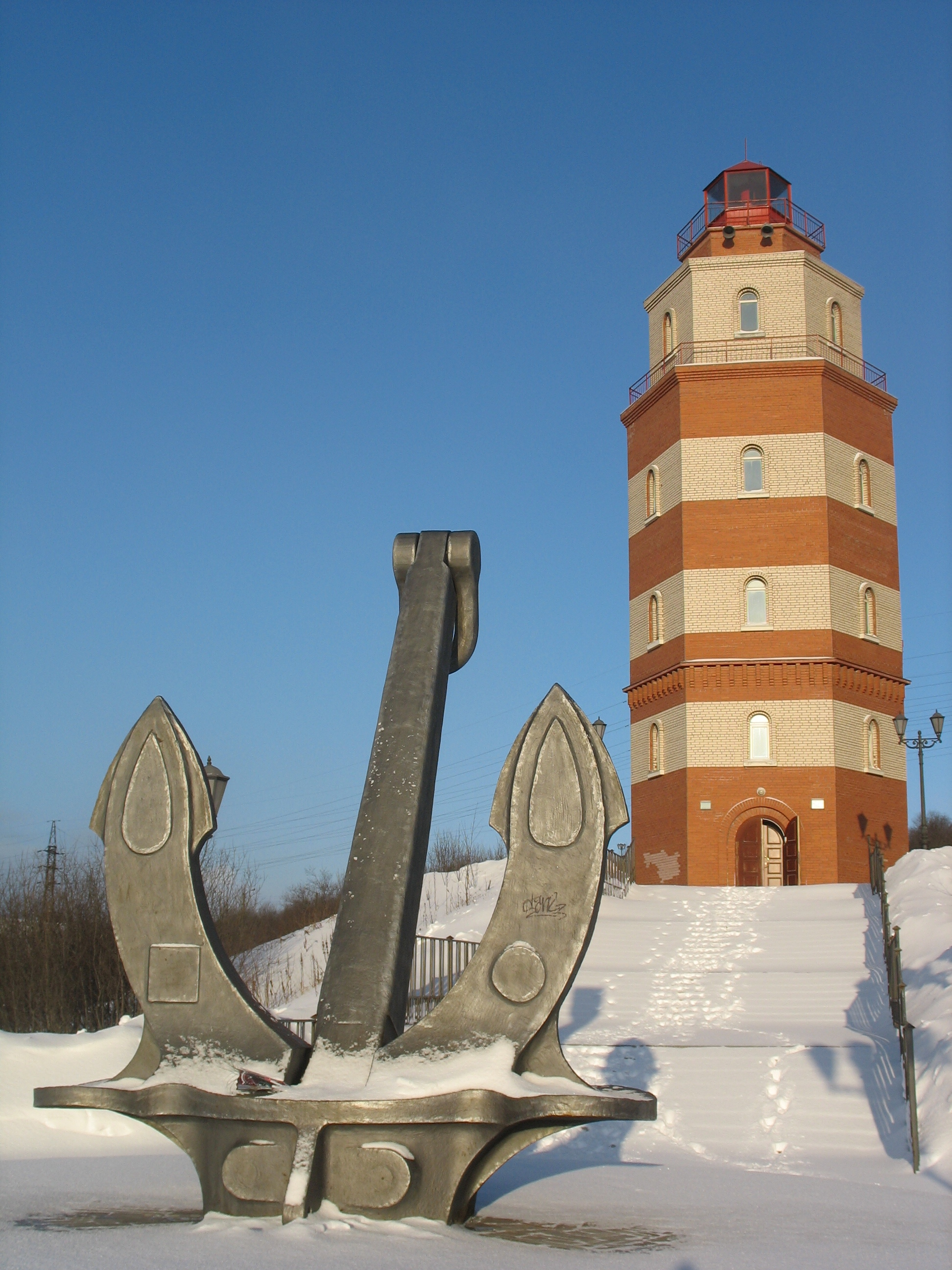
L'ancora e il faro facenti parte del memoriale

Il memoriale ai marinai morti in tempo di pace (in russo Морякам, погибшим в мирное время?, Morjakam, pogibšim v mirnoe vremja) è un complesso commemorativo di Murmansk, in Russia. È situato nel distretto di Leninsky, nella parte nord della città, e realizzato per ricordare i marinai morti in mare in tempo di pace. È stato inaugurato il 5 ottobre 2002.

## Descrizione
Il complesso si trova su una piccola collina poche decine di metri a sud del lago Semënovskoe. Nella parte più alta della collina si trova la chiesa ortodossa del Salvatore sulla Acque, costruita a partire dall'85º anniversario della fondazione della città nel 2001 e consacrata il 3 ottobre 2002, in modo da coincidere con la ricorrenza della fondazione della città del 4 ottobre.
Dalla chiesa parte una lunga scalinata che scende dalla collina in direzione sud. Al centro della collina si trova l'edificio principale del complesso, rappresentato da un faro di 5 piani alto 17,5 metri dipinto a strisce gialle e rosse. L'edificio, a pianta esagonale, ospita al piano terra un piccolo museo, sulle cui pareti si trova cinque targhe commemorative per ricordare i marinai della flotta mercantile, dei pescherecci, della flotta militare di superficie e dei sommergibili e i piloti dell'aviazione navale morti in tempo di pace.
Accanto al faro nel 2009 è stata collocata la cabina del sommergibile Kursk, affondato nel 2000 causando la morte di tutto l'equipaggio, come monumento ai sommergibilisti morti.
Continuando a scendere la scalinata si trova l'ancora di una nave, ai piedi della quale è stata collocata una capsula contenente acqua di mare. La scalinata termina infine con una terrazza panoramica.

## Galleria d'immagini

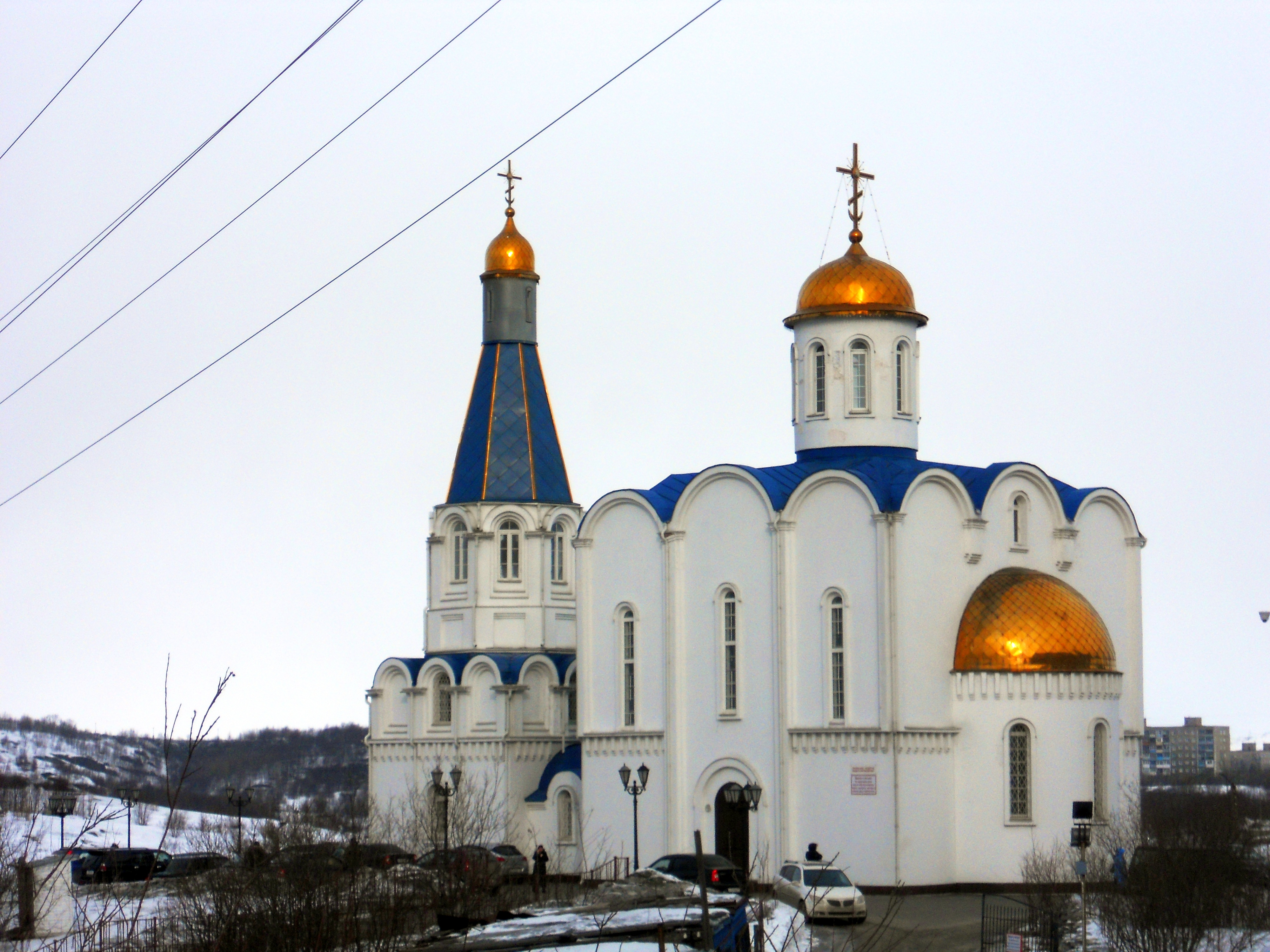
La chiesa del Salvatore sulle Acque
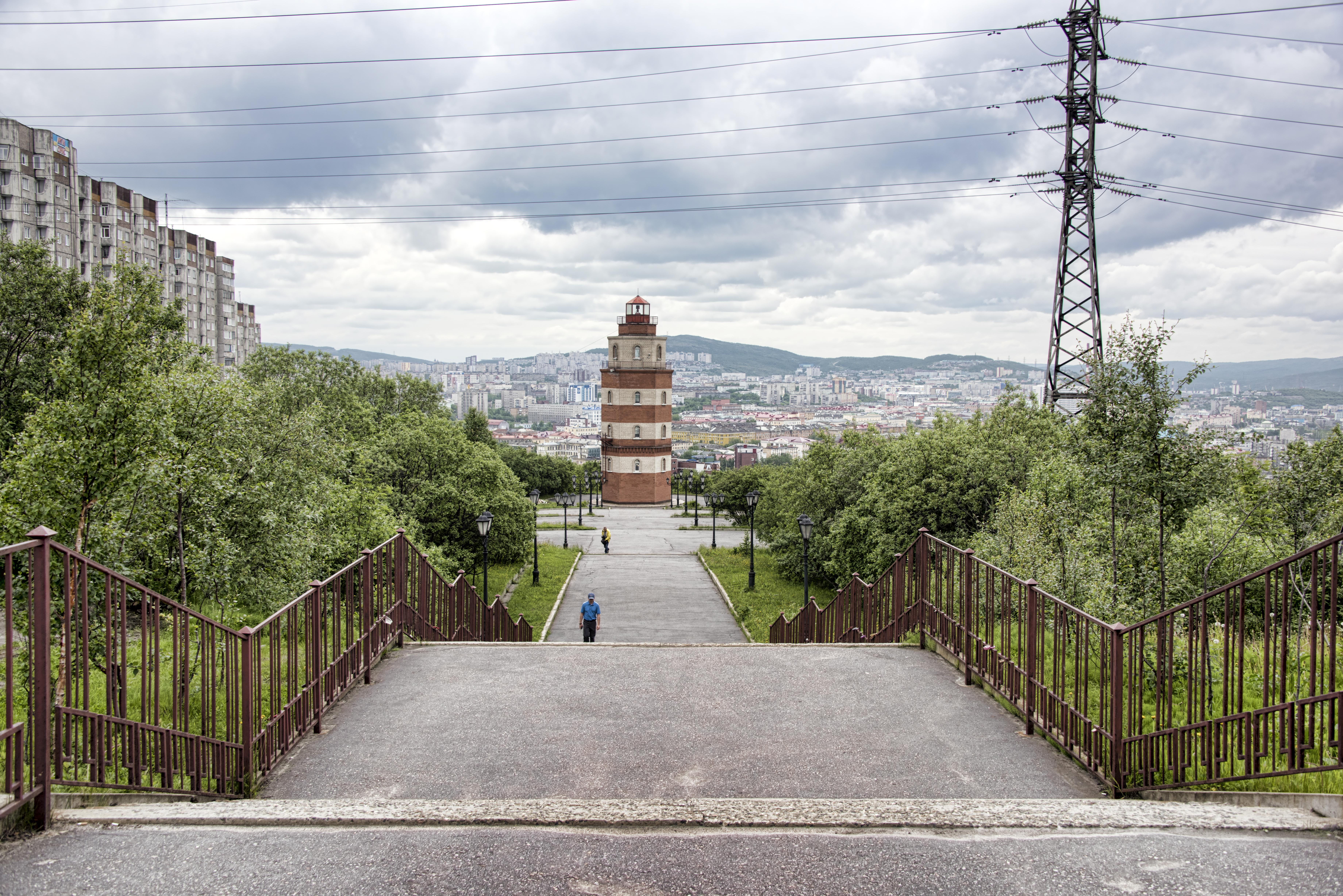
La scalinata dalla chiesa verso il faro
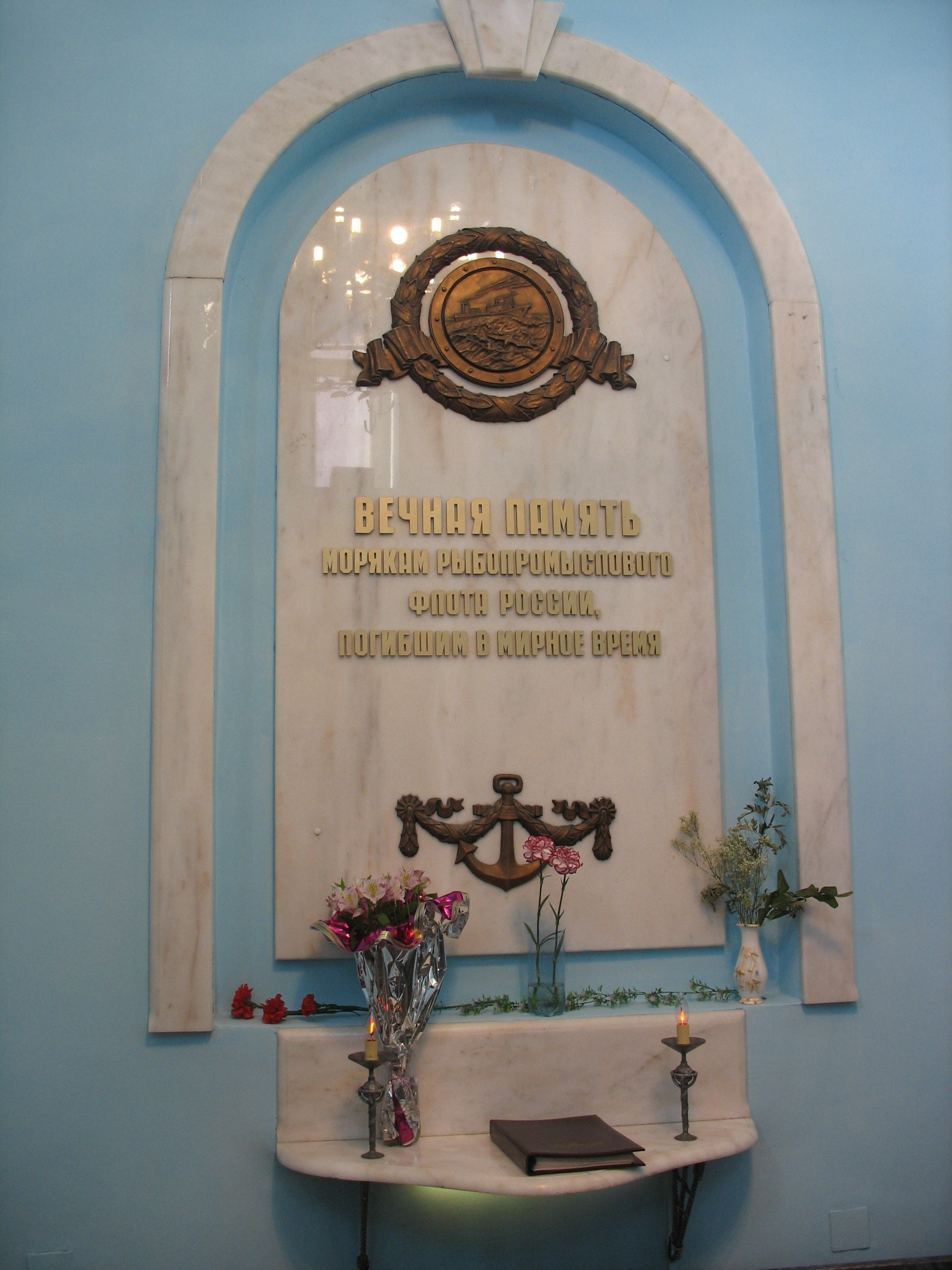
Una delle targhe commemorative all'interno del faro, dedicata ai marinai della flotta di pescherecci
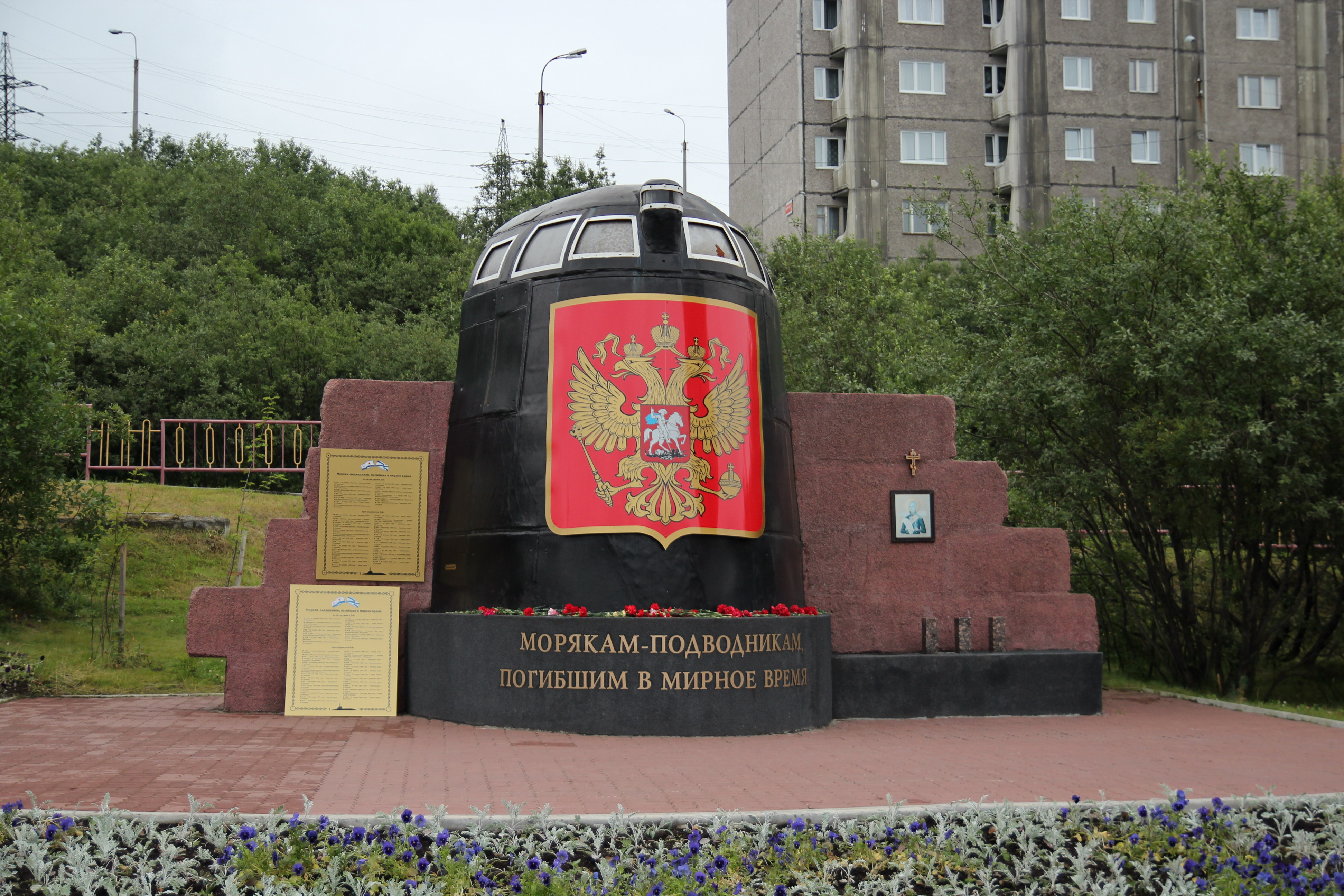
La cabina del sommergibile Kursk